# Marihn
Marihn este o comună din landul Mecklenburg - Pomerania Inferioară, Germania.
1. ↑  GeoNames